# Krzysztof Mich
Krzysztof Mich (ur. 1959) – polski poeta, fotografik i dziennikarz.
Autor fotografii, książek poetyckich oraz projektów multimedialnych łączących poezję, fotografię i muzykę. Za książkową formę jednego z tych projektów: 44 odbicia Warszawy był nominowany wspólnie z Pawłem Łęczukiem do Lubuskiego Wawrzynu Literackiego 2018. Zdjęcia z jego albumu Moje miasto Praga były wykorzystane w filmie Rezerwat Łukasza Palkowskiego. Jako dziennikarz pracował m.in. w Expressie Wieczornym, Super Expressie i Maximie. Współpracował z Telewizją Polską przy programach Patrol Kryminalny i Kronika Kryminalna.
W wieku 8 lat stracił oboje rodziców.

## Twórczość

### poezja
- Kamień przewiązany trawą (Zaułek Wydawniczy Pomyłka, Szczecin 2015)[3]
- Idąc (Alter Paweł Wójcik, Warszawa 2017)[4]
- Śladami (Maria Kuczara, Kraków 2020)[5]
- dla (Maria Kuczara, Kraków 2021), ISBN 978-83-960589-1-1
- Expres Warszawa - Kalisz (Zaułek Wydawniczy Pomyłka, Tanowo 2021), wraz z Anetą Kolańczyk, ISBN 978-83-64346-52-1
- Dzieci wojny (Zaułek Wydawniczy Pomyłka, Tanowo 2021), ISBN 978-83-64346-53-8
- Humberstone (Zaułek Wydawniczy Pomyłka, Tanowo 2022), ISBN 978-83-64346-57-6
- Tylko nie zabieraj (Maria Kuczara, Kraków 2023), wraz z Iryną Mularczuk, ISBN 978-83-960589-8-0
- Dwa morza (Maria Kuczara, Kraków 2024), wraz z Sylwią Mich, ISBN 978-83-967658-3-3

### opowiadania
- Sąsiad. Miniatury grochowskie (Stowarzyszenie Salon Literacki, Warszawa 2019)[6]

### projekty poetycko-fotograficzne w formie książkowej
- One day in Calisia (Alter Paweł Wójcik, Warszawa 2016) wraz z Pawłem Łęczukiem[7]
- Puste noce: 31 odbić Ostrołęki (Stowarzyszenie Przyjaciół Bibliotek i Książki w Ostrołęce, Ostrołęka 2017) wraz z Karolem Samselem[8]
- 44 odbicia Warszawy (Stowarzyszenie Salon Literacki, Warszawa 2018) wraz z Pawłem Łęczukiem[9]
- Odbicia Grochowa (Centrum Promocji Kultury Praga-Południe, Warszawa 2019) wraz z Pawłem Łęczukiem[10]
- Odbicia Mławy (Związek Twórców Ziemi Zawkrzeńskiej, Mława 2019) wraz z Pawłem Łęczukiem i Jarosławem Trześniewskim-Kwietniem[11]
- Jak należy tu grzebać (Maria Kuczara, Kraków 2021) wraz z Karolem Samselem, ISBN 978-83-944364-9-0
- Odbicia Saskiej Kępy (Stowarzyszenie Salon Literacki, Warszawa 2021) - do zdjęć Krzysztofa Micha wiersze napisali: Jerzy Alski, Paweł Biliński, Klaudia Hagemajer, Robert Kania, Dominika Kaszuba, Marcin Kleinszmidt, Urszula Kopeć-Zaborniak, Anna Luberda-Kowal, Paweł Łęczuk, Anna Mochalska, Anna Nawrocka, Lena Pelowska, Sławomir Płatek, Joanna Pucis, Teresa Radziewicz, Dorota Ryst, Jadwiga Siwińska-Pacak, Krzysztof Schodowski, Małgorzata T. Skwarek-Gałęska, Jarosław Trześniewski-Kwiecień, Agnieszka Tyczyńska, Izabela Wageman, Anita Katarzyna Wiśniewska, Bogdan Zdanowicz, Leszek Żuliński oraz sam autor zdjęć[12]

### projekty poetycko-fotograficzne w formie e-booka
- Takie zwykłe praskie madonny (Stowarzyszenie Salon Literacki, Warszawa 2012) - do zdjęć Krzysztofa Micha wiersze napisali: Laura Bran, Łucja Dudzińska, Magda Gałkowska, Mateusz Grzeszczuk, Robert Kania, Inesa Kruszka, Paweł Łęczuk, Arek Łuszczyk, Zbigniew Milewski, Monika Oliszewska, Pan Tharei, Małgorzata Południak, Joanna Pucis, Teresa Radziewicz, Tadeusz Rubik, Dorota Ryst, Jakub Sajkowski, Izabela Wageman, Majka Żywicka-Luckner oraz sam autor zdjęć[13][14].

### albumy fotograficzne
- Moje miasto Praga (Most, Warszawa 2008)[15]
- Praga - moje wielkie miasto (Maria Kuczara, Warszawa, 2023) ISBN 978-83-960589-9-7